# 軟體框架
軟體框架（software framework），通常指的是為了實現某個業界標準或完成特定基本任務的軟體組件規範，也指為了實現某個軟體組件規範時，提供規範所要求之基礎功能的軟體產品。
框架的功能類似於基礎設施，與具體的軟體應用無關，但是提供並實現最為基礎的軟體架構和體系。軟體開發者通常依據特定的框架實現更為複雜的商業運用和業務邏輯。這樣的軟體應用可以在支持同一種框架的軟體系統中運行。
簡而言之，框架就是制定一套規範或者規則（思想），大家（程序员）在該規範或者規則（思想）下工作。或者說使用别人搭好的舞台來做编剧和表演。

### 和庫的區別
有些程序員將兩者混用，一般來説框架是有立場(opinionated)的，而庫則是無立場(unopinionated)的。